# Antillocaprinidae
De Antillocaprinidae zijn een familie van uitgestorven tweekleppigen uit de orde Hippuritida.